# Philip Ledger
Sir Philip Stevens Ledger, CBE, FRSE, (Bexhill-on-Sea, 12 dicembre 1937 – Regno Unito, 18 novembre 2012), è stato un musicista e direttore di coro inglese, noto soprattutto come direttore del coro del King's College di Cambridge nel 1974-1982 e della Royal Scottish Academy of Music e Drama dal 1982, fino al suo ritiro nel 2001..
Componeva anche musica corale e suonava l'organo.

## Biografia
Ledger nacque a Bexhill-on-Sea nel 1937 e studiò al King's College, Cambridge. La sua nomina a Master of Music presso la Cattedrale di Chelmsford nel 1961 lo rese il più giovane organista di cattedrale del paese. Nel 1965 diventò Direttore musicale presso l'Università dell'East Anglia, dove fu anche Preside della School of Fine Arts and Music e responsabile della creazione di un edificio pluripremiato per il Music Center dell'Università, aperto nel 1973.
Nel 1968 Ledger divenne direttore artistico del Festival di Aldeburgh con Benjamin Britten e Peter Pears, dirigendo spesso allo Snape Maltings, compreso il concerto di apertura dopo la sua ricostruzione e le prime esibizioni di lavori di Britten. In questo periodo lavorava regolarmente con la English Chamber Orchestra. Fu Direttore della musica al King's College di Cambridge dal 1974 al 1982 e direttore della Cambridge University Musical Society dal 1973 al 1982. Durante i suoi anni a Cambridge diresse il coro del King's College al Festival of Nine Lessons and Carols, realizzò una vasta gamma di registrazioni e portò il coro negli Stati Uniti, in Australia e in Giappone per la prima volta. Ledger diventò poi preside della Royal Scottish Academy of Music and Drama dal 1982 al 2001.

### Vita privata
Ledger sposò il soprano Mary Erryl Wells nel 1963, con Robert Tear come testimone di nozze. La coppia ebbe due figli, Tim e Kate. La sua vedova, i suoi figli e la nipote Becky gli sopravvissero.

## Composizioni
Ledger era noto per le composizioni e gli arrangiamenti, soprattutto per coro. Dopo essere succeduto a David Willcocks come direttore al King's, scrisse una serie di nuovi discanti e arrangiamenti di canti natalizi e ambientazioni di testi popolari come "Adam lay ybounden" e "A Spotless Rose". Il suo arrangiamento di "This joyful Eastertide" per voci miste e organo veniva ampiamente eseguito e trasmesso. Molte delle sue opere ed edizioni sono state pubblicate dalla Oxford University Press, Encore Publications, Lorenz Corporation (USA) e Royal School of Church Music. Il suo Requiem A Thanksgiving for Life è per soprano e tenore solisti con coro misto e può essere eseguito con un'orchestra, un ensemble da camera o un organo.
La prima registrazione interamente dedicata alle sue opere corali, compreso il suo Requiem, è stata realizzata dal 7 all'8 dicembre 2008 dal Christ's College Chapel Choir, Cambridge, diretto da David Rowland e Ledger. Un album di questa esecuzione è stato pubblicato dall'etichetta Regent Records il 16 novembre 2009.
Ledger compose anche una cantata con inni pasquali intitolata The Risen Christ, presentata per la prima volta negli Stati Uniti alla Washington National Cathedral il 7 maggio 2011 e nel Regno Unito per il canto della sera nella Cattedrale di Canterbury l'8 maggio 2011. Nel 2012 Ledger ha composto un'ulteriore cantata, This Holy Child, che è stata eseguita per la prima volta il 16 dicembre 2012 in una funzione religiosa mattutina presso la First Presbyterian Church, Regina, Saskatchewan, Canada.

## Onorificenze
Philip Ledger è stato nominato Commendatore dell'Ordine dell'Impero Britannico durante i New Year Honours del 1985 e nominato cavaliere nei  Birthday Honours del 1999 per i servizi alla musica. Ha ricevuto dottorati honoris causa dalle università di Strathclyde, Central England, Glasgow e St Andrews e dalla Royal Scottish Academy of Music and Drama. È stato presidente del Royal College of Organists nel 1992–1994 e della Incorporated Society of Musicians nel 1994–1995, nonché mecenate della Bampton Classical Opera. Ha ricevuto una borsa di studio dal Royal Northern College of Music nel 1989.